# 22 m-es műsorszóró sáv
A 22 méteres műsorszóró sáv a rövidhullámú sávba tartózó, műsorszórásra használt rádiófrekvenciás tartomány. Műsorszórásra mindegyik ITU régiókban egységesen van kiosztva elsődleges és egyedüli jelleggel.

## A 22 méteres műsorszóró sávra vonatkozó nemzetközisávterv[2]
| ITU régió                                   | ITU régió | ITU régió |
| 1                                           | 2         | 3         |
| ------------------------------------------- | --------- | --------- |
| 13 570–13 600 kHz - MŰSORSZÓRÁS 5.134 5.151 |           |           |
| 13 600–13 800 kHz - MŰSORSZÓRÁS             |           |           |
| 13 800–13 870 kHz - MŰSORSZÓRÁS 5.134 5.151 |           |           |

- 5.134 - Az 5900−5950 kHz, 7300−7350 kHz, 9400−9500 kHz, 11 600−11 650 kHz, 12 050−12 100 kHz, 13 570−13 600 kHz, 13 800−13 870 kHz, 15 600−15 800 kHz, 17 480−17 550 kHz és a 18 900−19 020 kHz frekvenciasávnak a műsorszóró szolgálat általi használata a 12. Cikkben lefektetett eljárás alkalmazásától függően lehetséges. Kívánatos, hogy az igazgatások ezekben a frekvenciasávokban tegyék lehetővé a digitális modulációjú adások bevezetését az 517. (Rev.WRC‑19) Határozat rendelkezéseinek megfelelően. (WRC‑19)
- 5.151 - Járulékos felosztás: azzal a feltétellel, hogy nem okoznak káros zavarást a műsorszóró szolgálatnak, a 13 570−13 600 kHz és a 13 800−13 870 kHz sáv frekvenciáit használhatják az állandóhelyű szolgálat és az (R) légi mozgószolgálat kivételével a mozgószolgálat azon állomásai, amelyek csak a telepítési helyük szerinti ország határain belül forgalmaznak. Kívánatos, hogy frekvenciáknak ezen szolgálatok részére történő használatakor az igazgatások a szükséges legkisebb teljesítményt használják, és legyenek tekintettel a frekvenciáknak arra a műsorszóró szolgálat általi évszaki használatára, amelyet a Rádiószabályzatnak megfelelően közzétesznek. (WRC‑07)

## A 22 méteres műsorszóró sávra vonatkozó magyarországisávterv[3]
| 13 570–13 870 kHz | 13 570–13 870 kHz | 13 570–13 870 kHz | 13 570–13 870 kHz             | 13 570–13 870 kHz         | 13 570–13 870 kHz              | 13 570–13 870 kHz                                                             | 13 570–13 870 kHz                                                  |
| ----------------- | ----------------- | ----------------- | ----------------------------- | ------------------------- | ------------------------------ | ----------------------------------------------------------------------------- | ------------------------------------------------------------------ |
| MŰSORSZÓRÁS       | 5.134             | P                 |                               |                           | Földfelszíni rádió-műsorszórás | RR 12. Cikk T/R 51-01                                                         | A sávban kizárólag elektronikus hírközlési szolgáltatás nyújtható. |
| MŰSORSZÓRÁS       | 5.134             | P                 | 1                             | K                         | RH analóg rádió-műsorszórás    | ITU-R BS.560-4, BS.639-0 MSZ EN 302 017, MSZ EN 303 345-2                     |                                                                    |
| MŰSORSZÓRÁS       | 5.134             | P                 | 1                             | K                         | RH digitális rádió-műsorszórás | ITU-R BS.1514-2, BS.1615-2 ETSI EN 302 245-2, MSZ EN 303 345-5 MSZ EN 302 245 |                                                                    |
|                   |                   | PN                |                               |                           | SRD                            |                                                                               | 3. melléklet 9.1. pont                                             |
| 3                 | K                 | PN                | Vasúti alkalmazások           | 3. melléklet 9.5.1. pont  |                                |                                                                               |                                                                    |
| 3                 | K                 | PN                | Rádiómeghatározó alkalmazások | 3. melléklet 9.7.1. pont  |                                |                                                                               |                                                                    |
| 3                 | K                 | PN                | Induktív alkalmazások         | 3. melléklet 9.10.1. pont |                                |                                                                               |                                                                    |

- Az A oszlop meghatározza az adott sávhoz rendelt egyes rádiószolgálatokat
- A B oszlop meghatározza a vonatkozó lábjegyzetet, a harmonizált katonai sávra
- A C oszlop meghatározza a polgári, a nem polgári vagy az együttes célú használatra történő felosztást. A polgári célú felosztást P, a nem polgári célút N és az együttes célút E jelöli.
- A D oszlop meghatározza az alkalmazás jellegét. Az elsődleges jelleget 1-es, a másodlagos jelleget 2-es, a harmadlagos jelleget 3-as szám jelöli.
- Az E oszlop meghatározza az alkalmazás használatbavételi lehetőségét. A kijelölt kategóriát K, a tervezett kategóriát T jelöli.
- Az F oszlop meghatározza az alkalmazás megnevezését.
- A G oszlop tartalmazza a vonatkozó nemzetközi és hazai dokumentumokra hivatkozásokat
- A H oszlop tartalmazza a frekvenciasávok használata során alkalmazandó további rádióspektrum-gazdálkodási követelményeket és jellemzőket, valamint sávhasználati feltételeket.

## A rövidhullámú műsorszóráshoz meghatározottadásmódok[4]
Az alkalmazott adásmód kétoldalsávos teljes vivőjű amplitúdómoduláció (AM-DSB).
| ITU                    | 1         | 2         | 3         |
| ---------------------- | --------- | --------- | --------- |
| Analóg hangcsatorna    | 10K0A3EGN | 10K0A3EGN | 10K0A3EGN |
| Digitális hangcsatorna | 10K0X7EXF | 10K0X7EXF | 10K0X7EXF |

Maximális átviteli sávszélességnek 10 kHz van kijelölve, viszont a csatornakiosztást 5 kHz-es lépésközzel határozták meg. Régebben keskenysávú hangátvitelt, 5K00A3EGN adásmódot használtak, mivel leginkább beszédalapú műsorokat sugároztak rövidhullámon. Ezzel a keskenysávú hangátvitellel napjainkban is lehet találkozni rövidhullámon.

## A 22 m-es sávon műsorszórásra kiosztott csatornák
| Sávblokk          | Csatorna | Frekvencia (kHz) | Frekvencia (kHz) | Frekvencia (kHz) |
| Sávblokk          | Csatorna | ITU 1            | ITU 2            | ITU 3            |
| ----------------- | -------- | ---------------- | ---------------- | ---------------- |
| 13 570–13 600 kHz | 1        | 13575            | 13575            | 13575            |
| 13 570–13 600 kHz | 2        | 13580            | 13580            | 13580            |
| 13 570–13 600 kHz | 3        | 13585            | 13585            | 13585            |
| 13 570–13 600 kHz | 4        | 13590            | 13590            | 13590            |
| 13 570–13 600 kHz | 5        | 13595            | 13595            | 13595            |
| 13 600–13 800 kHz | 6        | 13600            | 13600            | 13600            |
| 13 600–13 800 kHz | 7        | 13605            | 13605            | 13605            |
| 13 600–13 800 kHz | 8        | 13610            | 13610            | 13610            |
| 13 600–13 800 kHz | 9        | 13615            | 13615            | 13615            |
| 13 600–13 800 kHz | 10       | 13620            | 13620            | 13620            |
| 13 600–13 800 kHz | 11       | 13625            | 13625            | 13625            |
| 13 600–13 800 kHz | 12       | 13630            | 13630            | 13630            |
| 13 600–13 800 kHz | 13       | 13635            | 13635            | 13635            |
| 13 600–13 800 kHz | 14       | 13640            | 13640            | 13640            |
| 13 600–13 800 kHz | 15       | 13645            | 13645            | 13645            |
| 13 600–13 800 kHz | 16       | 13650            | 13650            | 13650            |
| 13 600–13 800 kHz | 17       | 13655            | 13655            | 13655            |
| 13 600–13 800 kHz | 18       | 13660            | 13660            | 13660            |
| 13 600–13 800 kHz | 19       | 13665            | 13665            | 13665            |
| 13 600–13 800 kHz | 20       | 13670            | 13670            | 13670            |
| 13 600–13 800 kHz | 21       | 13675            | 13675            | 13675            |
| 13 600–13 800 kHz | 22       | 13680            | 13680            | 13680            |
| 13 600–13 800 kHz | 23       | 13685            | 13685            | 13685            |
| 13 600–13 800 kHz | 24       | 13690            | 13690            | 13690            |
| 13 600–13 800 kHz | 25       | 13695            | 13695            | 13695            |
| 13 600–13 800 kHz | 26       | 13700            | 13700            | 13700            |
| 13 600–13 800 kHz | 27       | 13705            | 13705            | 13705            |
| 13 600–13 800 kHz | 28       | 13710            | 13710            | 13710            |
| 13 600–13 800 kHz | 29       | 13715            | 13715            | 13715            |
| 13 600–13 800 kHz | 30       | 13720            | 13720            | 13720            |
| 13 600–13 800 kHz | 31       | 13725            | 13725            | 13725            |
| 13 600–13 800 kHz | 32       | 13730            | 13730            | 13730            |
| 13 600–13 800 kHz | 33       | 13735            | 13735            | 13735            |
| 13 600–13 800 kHz | 34       | 13740            | 13740            | 13740            |
| 13 600–13 800 kHz | 35       | 13745            | 13745            | 13745            |
| 13 600–13 800 kHz | 36       | 13750            | 13750            | 13750            |
| 13 600–13 800 kHz | 37       | 13755            | 13755            | 13755            |
| 13 600–13 800 kHz | 38       | 13760            | 13760            | 13760            |
| 13 600–13 800 kHz | 39       | 13765            | 13765            | 13765            |
| 13 600–13 800 kHz | 40       | 13770            | 13770            | 13770            |
| 13 600–13 800 kHz | 41       | 13775            | 13775            | 13775            |
| 13 600–13 800 kHz | 42       | 13780            | 13780            | 13780            |
| 13 600–13 800 kHz | 43       | 13785            | 13785            | 13785            |
| 13 600–13 800 kHz | 44       | 13790            | 13790            | 13790            |
| 13 600–13 800 kHz | 45       | 13795            | 13795            | 13795            |
| 13 800–13 870 kHz | 46       | 13800            | 13800            | 13800            |
| 13 800–13 870 kHz | 47       | 13805            | 13805            | 13805            |
| 13 800–13 870 kHz | 48       | 13810            | 13810            | 13810            |
| 13 800–13 870 kHz | 49       | 13815            | 13815            | 13815            |
| 13 800–13 870 kHz | 50       | 13820            | 13820            | 13820            |
| 13 800–13 870 kHz | 51       | 13825            | 13825            | 13825            |
| 13 800–13 870 kHz | 52       | 13830            | 13830            | 13830            |
| 13 800–13 870 kHz | 53       | 13835            | 13835            | 13835            |
| 13 800–13 870 kHz | 54       | 13840            | 13840            | 13840            |
| 13 800–13 870 kHz | 55       | 13845            | 13845            | 13845            |
| 13 800–13 870 kHz | 56       | 13850            | 13850            | 13850            |
| 13 800–13 870 kHz | 57       | 13855            | 13855            | 13855            |
| 13 800–13 870 kHz | 58       | 13860            | 13860            | 13860            |
| 13 800–13 870 kHz | 59       | 13865            | 13865            | 13865            |